# Historias de miedo para contar en la oscuridad
Historias de miedo para contar en la oscuridad (en inglés, Scary Stories to Tell in the Dark) es una serie de tres colecciones de historias cortas de terror para niños. Fue escrita por Alvin Schwartz e ilustrado originalmente por Stephen Gammell.
En 2011, HarperCollins publicó ediciones con nuevo arte de Brett Helquist. Los títulos de los libros son Scary Stories to Tell in the Dark (1981), More Scary Stories to Tell in the Dark (1984) y Scary Stories 3: More Tales to Chill Your Bones (1991). Una adaptación cinematográfica fue lanzada el 9 de agosto de 2019 dirigida por André Øvredal, a partir de un guion coescrito por Dan y Kevin Hageman, y una historia de Guillermo del Toro.

## Visión general
Cada uno de los tres libros presenta numerosas historias cortas en el género de terror. El autor Schwartz se basó en gran medida en el folclore y las leyendas urbanas como tema de sus historias, investigando extensamente y dedicando más de un año a escribir cada libro. Las influencias reconocidas incluyen a William Shakespeare, T.S. Eliot, Mark Twain, Joel Chandler Harris, Bennett Cerf y Jan Harold Brunvand. El primer volumen se publicó en 1981, y los libros se recopilaron posteriormente en un conjunto de cajas y en un solo volumen.
También hay una versión en audiolibro de cada libro, leída por George S. Irving. Los audiolibros se presentan en formato íntegro con la excepción de un puñado de historias faltantes del primer libro.
A partir de 2017, los libros habían vendido colectivamente más de siete millones de copias, y aparecieron en las listas de los más vendidos de numerosos niños. Han sido aclamados colectivamente como una "piedra de toque cultural para una generación",  con la obra de arte original de carbón y tinta de Gammell a menudo señalada para elogios. También han sido frecuentemente criticados por padres y grupos sociales que los consideran inapropiados para los niños .